# 主教門8號
主教門8號（8 Bishopsgate）是英國倫敦的一座摩天大樓。這座建築有51層，高204-（669-英尺），是倫敦第10高的建築。